# Micropselapha filiformis
Micropselapha filiformis är en tvåvingeart som först beskrevs av Zetterstedt 1846.  Micropselapha filiformis ingår i släktet Micropselapha och familjen kolvflugor. Arten är reproducerande i Sverige. Inga underarter finns listade i Catalogue of Life.